# Human Tetris
Human Tetris es una banda de post-punk de Moscú, Rusia, fundada en el año 2008. 

## Historia
Human Tetris se fundó en Moscú en 2008. El nombre Human Tetris se basa en una serie de televisión japonesa.  Los cuatro miembros fundadores en aquel momento -Arvid Kriger (voz y guitarra), Maxim Keller (guitarra), Maxim Zaytsev (bajo) y Sasha Kondyr (batería)- eran amigos y decidieron hacer música juntos y formar la banda Human Tetris en 2008.
Su primer EP fue lanzado el 22 de octubre de 2009 y se llamó Human Tetris. Sólo ocho meses más tarde, lanzaron su segundo EP Soldiers, y finalmente su primer álbum , Happy Way In The Maze Of Rebirth, el 3 de febrero de 2012.  Luego, la banda realizó una pequeña gira por Europa, pero después de esta gira se separaron inesperadamente en 2013. Siguió una pausa de tres años antes de que Human Tetris lanzara su EP River Pt. 1.  Desde entonces, la banda está formada por Arvid Kriger, Maxim Zaytsev, Tonia Minaeva y Ramil Mubinov.  En 2016, la banda actuó en América Latina, seguida de una gira por Europa en 2017.  El sencillo Pictures / Ruins fue lanzado el 26 de octubre de 2017, seguido en 2018 por el segundo álbum Memorabilia .  El tercer álbum llamado Two Rooms se lanzó en 2023.
Human Tetris, al igual que otras bandas rusas de post-punk, es especialmente conocido en América Latina y ofrece conciertos allí con regularidad.

## Discografía

### Álbumes
- 2012: Happy Way in the Maze of Rebirth
- 2018: Memorabilia
- 2023: Two Room
- 2025: Common Feeling

### EP
- 2009: Human Tetris
- 2010: Soldiers
- 2016: River, Pt. 1

### Sencillos
- 2010: Things I Don’t Need
- 2017: Pictures / Ruins